# 이녹영
이녹영(1952년 ~ )은 KBS 드라마본부의 프로듀서이다.

## 학력
- 대구영신고등학교
- 경북대학교 사회학과 학사

## 경력
- KBS 예능본부 PD
- KBS 드라마본부 PD
- KBS TV제작본부 드라마운영팀장
- KBS 드라마본부 편성기획팀장 (부장급)